# Rodrigo Modesto da Silva Moledo
Rodrigo Modesto da Silva Moledo (Río de Janeiro, Brasil, 17 de octubre de 1987) es un futbolista brasileño. Juega como defensa central y su equipo actual es el S. C. Internacional del Campeonato Brasileño de Serie A.

## Trayectoria
Inició su carrera en el año 2008 con el Camboriú Futebol Clube. Después pasó al União Esporte Clube del estado de Mato Grosso. A continuación, en 2009, se fue a préstamo al Odra Wodzisław Śląski de Polonia donde estuvo durante una temporada. En 2010 regresó al União y en ese mismo año fichó por el Sport Club Internacional.
En el Sport Club Internacional jugó 45 partidos, marcando 2 goles, y estuvo desde 2011 hasta 2013.
En 2013 el F.C. Metalist Járkov de la Liga Premier de Ucrania adquirió al jugador, que estuvo hasta el año 2015.
El 3 de julio de 2015 volvió al Sport Club Internacional, donde sería parte del plantel hasta que fue vendido al Panathinaikos FC en enero de 2016.
Luego de tres temporadas en Grecia, regresó a Brasil y fichó por el Inter el 25 de enero de 2018.

## Estadísticas
Actualizado al último partido disputado el 29 de agosto de 2020.
| Odra Wodzisław Śląski · Polonia |               |               |     |    |    |    |    |    |    |     |     |    |
| 1.ª | 2009-10       | 3             | 0   | -  | -  | -  | -  | -  | -  | 3   | 0   |    |
| Total club | Total club    | 3             | 0   | 0  | 0  | 0  | 0  | 0  | 0  | 3   | 0   |    |
| Internacional · Brasil |               |               |     |    |    |    |    |    |    |     |     |    |
| 1.ª | 2011          | 19            | 1   | 5  | 0  | -  | -  | 0  | 0  | 24  | 1   |    |
| 1.ª | 2012          | 22            | 0   | 14 | 1  | -  | -  | 9  | 0  | 45  | 1   |    |
| 1.ª | 2013          | 4             | 1   | 14 | 1  | 2  | 0  | -  | -  | 20  | 2   |    |
| Metalist Járkov · Ucrania |               |               |     |    |    |    |    |    |    |     |     |    |
| 1.ª | 2013-14       | 13            | 1   | -  | -  | 2  | 1  | 2  | 0  | 17  | 2   |    |
| 1.ª | 2014-15       | 0             | 0   | -  | -  | -  | -  | -  | -  | 0   | 0   |    |
| Total club | Total club    | 13            | 1   | 0  | 0  | 2  | 1  | 2  | 0  | 17  | 2   |    |
| Panathinaikos · Grecia |               |               |     |    |    |    |    |    |    |     |     |    |
| 1.ª | 2015-16       | 13            | 2   | -  | -  | 1  | 0  | -  | -  | 14  | 2   |    |
| 1.ª | 2016-17       | 24            | 1   | -  | -  | 5  | 1  | 10 | 1  | 39  | 3   |    |
| 1.ª | 2017-18       | 8             | 1   | -  | -  | 1  | 0  | 3  | 0  | 12  | 1   |    |
| Total club | Total club    | 45            | 4   | 0  | 0  | 7  | 1  | 13 | 1  | 65  | 6   |    |
| Internacional · Brasil |               |               |     |    |    |    |    |    |    |     |     |    |
| 1.ª | 2018          | 26            | 2   | 5  | 0  | 3  | 0  | -  | -  | 34  | 2   |    |
| 1.ª | 2019          | 17            | 1   | 10 | 1  | 6  | 0  | 10 | 2  | 43  | 4   |    |
| 1.ª | 2020          | 2             | 0   | 6  | 1  | 0  | 0  | 3  | 0  | 11  | 1   |    |
| Total club | Total club    | 90            | 5   | 54 | 4  | 11 | 0  | 22 | 2  | 177 | 11  |    |
| Total carrera | Total carrera | Total carrera | 151 | 10 | 54 | 4  | 20 | 2  | 37 | 3   | 262 | 19 |
| (1) Incluye datos de la Copa de Brasil, la Copa de Ucrania y la Copa de Grecia (2) Incluye datos de la Copa Libertadores, la Liga de Campeones de la UEFA y la Liga Europa de la UEFA |               |               |     |    |    |    |    |    |    |     |     |    |

## Palmarés

### Títulos estatales
| Título            | Club          | Estado             | Año  |
| ----------------- | ------------- | ------------------ | ---- |
| Campeonato Gaucho | Internacional | Río Grande del Sur | 2011 |
| Campeonato Gaucho | Internacional | Río Grande del Sur | 2012 |
| Campeonato Gaucho | Internacional | Río Grande del Sur | 2013 |

### Títulos internacionales
| Título              | Club          | Sede            | Año  |
| ------------------- | ------------- | --------------- | ---- |
| Recopa Sudamericana | Internacional | América del Sur | 2011 |